# صارلی
صارلی یا صارلیان نام فرقه‌ای مذهبی در کردستان عراق می‌باشد حد فاصل کرکوک، موصل و اربیل. آنها خود را از عشیره کاکه‌ای می‌دانند که محل اصلی آنها کرکوک است.

## وجه تسمیه
دربارۀ وجه تسمیۀ مردم صارلی اختلاف نظر وجود دارد:
روایت شده که صارلی بدین دلیل نامگذاری شده که روحانیان ایشان بهشت را به افراد طایفه می‌فروشند و چون کسی از این طایفه مستحق بهشت شد می‌گویند: صار الی الجنه؛ یعنی به بهشت رفت. طیب طاهری این قول را مغرضانه می‌داند.
طیب طاهری می ‌گوید صارلی‌ها که گروهی از یارسانیان ساکن موصل هستند، از شارزور به آنجا آمده و خان موصل از استرداد آن‌ها جلوگیری کرده و آن‌ها را صارلی یعنی از آن خود خطاب کرده‌است.
همچنین این باور نیز وجود دارد که صارلی سادۀ شدۀ صارملی است که صارم به معنای شمشیر بوده و توسط ترک‌زبانان به این نام خوانده شده‌اند. در این صورت می‌توان آنان را بازماندۀ شورش صارم خان کرد یزیدی دانست که در سال ۹۱۲ هجری قمری علیه شاه اسماعیل صفوی با انگیزۀ‌ دینی قیام کرد. صارم خان یک کرد ایزدی بود و چهل هزار خانه از کردهای ایزدی از او حمایت می‌کردند.

## کتاب و دستورهای دین
دین آنها تا حدود زیادی سری، رمزی و ناشناخته است. آثار بسیاری از دین قدیم ایران و معتقدات طوایف غلات شیعه در آیین آنها دیده می‌شود.